# Osogovo
Osogovo o Osogovska Planina es una montaña situada en la frontera de Macedonia del Norte y Bulgaria, entre los valles de los ríos Estrimón, Vardar y Morava.